# Borgerstyret Personlig Assistance
Borgerstyret Personlig Assistance (BPA) er en hjælperordning til borgere med betydelig og varig funktionsnedsættelse, som medfører et omfattende behov for hjælp. Det kan også være borgere, som har et hjælpebehov, som ikke kan dækkes af personlig og praktisk hjælp efter Servicelovens §§83-84, det som også kaldes hjemmehjælp. Borgerstyret Personlig Assistance (BPA) hed tidligere ”hjælperordningen”. Der er tale om en individuel og målrettet løsning til borgere over 18 år, som har en betydelig og varig nedsat fysisk og/eller psykisk funktionsevne. 

## Om ordningen
Ordningen gives efter Lov om Social Service §§95-96, også kaldet serviceloven. Der er således tale om en offentlig service ydet til borgere med behov for assistance med udgangspunkt i kompensationsprincippet.  
Hvis ordningen skal gives efter §96 skal behovet for hjælp være så sammensat, at andre ordninger (fx kombination af personlig og praktisk hjælp, ledsagerordning og socialpædagogisk støtte) ikke kan løse borgerens behov for hjælp.
Ordningen tager udgangspunkt i borgerens ønsker og behov, så det er muligt at fastholde og/eller opbygge et selvstændigt liv med egne hjælpere. Både i forhold til arbejde, uddannelse, fritidsliv og familieliv. Borgere, som er bevilliget støtte efter Lov om Social Service §§83-84, og som er bevilliget til mere end 20 timers hjælp om ugen har mulighed for at konvertere hjælpen til en BPA-ordning efter § 95. Borgere, som har BPA efter §95, har mulighed for at kombinere deres BPA-ordning med deres ledsagerordning efter §97. Dette giver borgeren adgang til større fleksibilitet i hjælperordningen. Borgere, der har BPA efter §96, har ikke adgang til særskilt ledsagelse, da dette er inkluderet i udmålingen. 
I følge flere handicaporganisationer har BPA-ordningen stor betydning for den enkelte borgers adgang til at leve et selvstændigt liv.  

## Arbejdsleder og arbejdsgiver
Det er som udgangspunkt et krav for at få en BPA-ordning, at borgeren kan fungere som arbejdsleder. Dvs. det er borgerens ansvar at tilrettelægge hjælpen og fungere som den daglige leder for hjælperne. Undtaget herfor er BPA efter §95, stk. 3. her fungerer en nærtstående som arbejdsleder i ordningen. Kommunen kan dog stille krav om, at borgeren skal overdrage arbejdsgiveransvaret til ekstern part og alene være arbejdsleder. Der kan modsat ikke stilles krav om, at borgeren skal være arbejdsgiver. 
At være arbejdsleder indebærer for eksempel at
- udvælge hjælpere til ansættelse
- udarbejde jobbeskrivelser
- udarbejde vagtplaner for hjælperne,
- oplære nye hjælpere
- afholde personalemøder
- varetage instruktion af hjælpere
- sikre at der e tilstrækkelige hjælpere i teamet til at afdække ved sygdom - dvs. fungere som vikarer.

Borgeren er som udgangspunkt også arbejdsgiver i en BPA-ordning, men vedkommende kan vælge, at tilskuddet og arbejdsgiveropgaverne overføres til andre (fx et firma eller en forening). Kommunen kan pålægge borgeren at overdrage arbejdsgiveransvaret, men kommunen kan ikke nægte borgeren i at gøre det. 
At være arbejdsgiveropgaver indebærer for eksempel at
- ansætte og afskedige hjælpere, herunder udarbejdelse af lovpligtige ansættelsesbeviser
- indhentelse af straffe- og børneattester
- beregne og udbetale løn,
- indbetaling af pension
- håndtere forsikring af hjælpere
- håndtere erhvervsskadeforsikring
- håndtere rejseforsikring for hjælperne i §96-ordninger
- indberette og betale til skat
- indbetale feriepenge (arbejdsgivere omfattet af overenskomst kan p.t. administrere feriepenge selv, hvilket styrker deres soliditet og mindsker risiko for konkurs)
- indbetale til ATP og øvrige lovbestemte fonde
- administration af sygdom og håndtere sygdomsrefusion
- administration af barsel og barselsrefusion
- sikre sig, at der er afholdt APV
- sikre at arbejdsmiljølovgivningen overholdes

Det er arbejdsgiveren, som bærer ansvaret for fyring af hjælpere, dvs. det er arbejdsgiverens ansvar at sikre sig, at der ikke er tale om en uberettiget fyring. Det er således også arbejdsgiver, der som udgangspunkt skal betale evt. bod og erstatning, hvis der er tale om uberettigede fyringer - eks. ved fyring af gravide eller hjælpere beskyttet af ligebehandlingsloven i øvrigt. 

## Udmåling af hjælpen
Der kan gives op til 24 timers hjælp i døgnet. Kommunens udmålingen sker på baggrund af en vurdering af de konkrete behov.
Der skal i forbindelse med udmålingen også udmåles timer til weekender og ferier, hvis borgeren i den forbindelse har behov for yderligere hjælp, og timer til oplæring, personalemøder mm.
Kommunen udmåler også tilskud til arbejdsgiverdelen, som skal dække de nødvendige omkostninger til det.
Kommunen skal udmåle løn til hjælperne ud fra en sammenlignelig faggruppe. Det betyder, at der skal udmåles alle relevante lønelementer til hjælperne i en af de overenskomster, som dækker området. Det er centralt for borgeren, at kommunen udmåler tilstrækkeligt, da det ellers ikke er muligt for arbejdsgiveren i ordningen at betale løn efter overenskomsten. Såfremt der ikke betales løn efter overenskomsten er borgeren forhindret i at få adgang til dispensation for hviletidsbestemmelserne - og dermed kan der ikke anvendes eks. 16- eller 24-timers vagter. 
På eks. Epilepsiforeningens hjemmeside er dette beskrevet yderligere.